# Rosalío Medrano
Rosalío Medrano Gulfo (ur. 25 grudnia 1989) – kolumbijski zapaśnik w stylu wolnym. Zajął 30 miejsce na mistrzostwach świata w 2011. Siódmy na igrzyskach panamerykańskich w 2011. Wicemistrz igrzysk Ameryki Płd w 2010. Brąz na igrzyskach Ameryki Środkowej i Karaibów w 2010. Wicemistrz Ameryki Południowej w 2016 roku.